# Diocesi di Legazpi
La diocesi di Legazpi (in latino Dioecesis Legazpiensis) è una sede della Chiesa cattolica nelle Filippine suffraganea dell'arcidiocesi di Cáceres. Nel 2023 contava 1.389.658 battezzati su 1.505.170 abitanti. È retta dal vescovo Joel Zamudio Baylon.

## Territorio
La diocesi comprende la provincia filippina di Albay nella parte meridionale dell'isola di Luzon.
Sede vescovile è la città di Legazpi, dove si trova la cattedrale di San Gregorio Magno.
Il territorio si estende su 2.575 km² ed è suddiviso in 50 parrocchie.

## Storia
La diocesi è stata eretta il 29 giugno 1951 con la bolla Quo in Philippina di papa Pio XII, ricavandone il territorio dall'arcidiocesi di Cáceres.
Il 27 maggio 1974 ha ceduto una porzione del suo territorio a vantaggio dell'erezione della diocesi di Virac.
Il 7 febbraio 1977, con la lettera apostolica Quam altas, papa Paolo VI ha proclamato la Beata Maria Vergine, con il titolo di Nostra Signora della Salute, patrona principale della diocesi.

## Cronotassi dei vescovi
Si omettono i periodi di sede vacante non superiori ai 2 anni o non storicamente accertati.
- Flaviano Barrechea Ariola † (15 maggio 1952 - 27 novembre 1968 dimesso[2])
- Teotimo Cruel Pacis, C.M. † (23 maggio 1969 - 4 giugno 1980 dimesso)
- Concordio Maria Sarte † (12 agosto 1980 - 22 novembre 1991 deceduto)
- Jose Crisologo Sorra † (1º marzo 1993 - 1º aprile 2005 ritirato)
- Nestor Celestial Cariño † (1º aprile 2005 - 7 novembre 2007 dimesso)
- Joel Zamudio Baylon, dal 1º ottobre 2009

## Statistiche
La diocesi nel 2023 su una popolazione di 1.505.170 persone contava 1.389.658 battezzati, corrispondenti al 92,3% del totale.
| anno | popolazione | popolazione | popolazione | presbiteri | presbiteri | presbiteri | presbiteri                | diaconi | religiosi | religiosi | parrocchie |
| anno | battezzati  | totale      | %           | numero     | secolari   | regolari   | battezzati per presbitero | diaconi | uomini    | donne     | parrocchie |
| ---- | ----------- | ----------- | ----------- | ---------- | ---------- | ---------- | ------------------------- | ------- | --------- | --------- | ---------- |
| 1970 | 798.009     | 805.953     | 99,0        | 111        | 92         | 19         | 7.189                     |         | 22        | 55        | 48         |
| 1980 | 721.265     | 796.735     | 90,5        | 86         | 70         | 16         | 8.386                     |         | 19        | 57        | 39         |
| 1990 | 979.525     | 999.515     | 98,0        | 100        | 91         | 9          | 9.795                     |         | 9         | 87        | 39         |
| 1997 | 1.045.000   | 1.100.000   | 95,0        | 126        | 102        | 24         | 8.293                     |         | 29        | 98        | 42         |
| 1999 | 1.140.000   | 1.200.000   | 95,0        | 121        | 98         | 23         | 9.421                     |         | 25        | 96        | 43         |
| 2002 | 1.000.100   | 1.100.000   | 90,9        | 122        | 95         | 27         | 8.197                     |         | 29        | 100       | 44         |
| 2003 | 1.077.183   | 1.117.223   | 96,4        | 155        | 116        | 39         | 6.949                     |         | 48        | 110       | 45         |
| 2004 | 1.091.000   | 1.132.281   | 96,4        | 137        | 103        | 34         | 7.963                     |         | 36        | 126       | 45         |
| 2013 | 1.291.000   | 1.386.000   | 93,1        | 125        | 91         | 34         | 10.328                    |         | 130       | 165       | 45         |
| 2016 | 1.362.000   | 1.462.000   | 93,2        | 142        | 104        | 38         | 9.591                     |         | 128       | 121       | 47         |
| 2019 | 1.429.500   | 1.534.440   | 93,2        | 143        | 104        | 39         | 9.996                     |         | 126       | 119       | 47         |
| 2021 | 1.469.000   | 1.576.900   | 93,2        | 146        | 101        | 45         | 10.061                    |         | 128       | 123       | 49         |
| 2023 | 1.389.658   | 1.505.170   | 92,3        | 152        | 111        | 41         | 9.142                     |         | 125       | 125       | 50         |